# میرویس خان هوتک
حاجی میروَیس‌خان هوتک یا میرویس خان نیکه (۱۰۸۶ تا ۱۱۲۷ ه‍.ق / ۱۶۷۳–۱۷۱۵ م) از افغانان غل‌زایی (غلجائی) و بنیانگذار پادشاهی هوتکیان بود. او در قندهار تولد یافت، پدرش سلیم خان (خالم خان پشتون) و مادرش نازو انا دختر یکی از خانهای عشیره توخی بود. وی در اواخر دولت صفویه بخاطر جور و ستم گرگین‌خان گرجی علیه دولت ایران آن زمان شورید. در ابتدای کار کلانتر قندهار بود اما هنگامی که دولت ایران حکومت قندهار را در سال ۱۱۱۹ ه‍.ق به گرگین‌خان گرجی سپرد میرویس که مورد سوءظن حاکم واقع شده بود به اصفهان تبعید شد. در اصفهان میرویس به ضعف دولت صفوی پی برد و با دسیسه‌ای بزرگان دربار شاه را نسبت به گرگین‌خان بدگمان ساخت و سپس به بهانهٔ زیارت مکه از شاه اجازهٔ سفر گرفت. در آنجا از علمای سنت فتوی گرفت که محاربه با شیعیان موافق احکام شرع است. پس از بازگشت به اصفهان در ۱۱۲۱ ه‍.ق / ۱۷۰۹ م. اجازه یافت که به قندهار برگردد.
افغانان غلزایی قندهار از ستمگری‌های گرگین‌خان گرجی، حاکم شهر به ستوه آمده به اغوای میرویس غلزایی کلانتر شهر بر سر او ریخته وی را کشتند. پس از کشته شدن گرگین‌خان، افغانان همگی نیروهای پادگان شهر را از دم شمشیر گذرانیده پرچم مخالفت برافراشتند. شاه سلطان حسین صفوی هنگامی از خواب بیدار شد که کار از کار گذشته بود. قندهار سر از فرمان دربار صفوی پیچیده، میرویس به حاکمی شهر رسیده بود. چون یک سال از این میان گذشت، شاه سلطان حسین پس از اینکه با فرستادن نمایندگان خود از تسلیم میرویس و فرمانبرداری غلزایی‌ها ناامید شد و کیخسروخان گرجی، برادرزاده گرگین‌خان را با ۳۰ هزار سپاهی، به خونخواهی عمویش و سرکوبی میرویس فرستاد. کیخسروخان پس از یکسال محاصرهٔ شهر، کاری از پیش نبرد و تنها کاری که توانست انجام دهد این بود که عبدالله خان پسر حیات سلطان ابدالی را که در خاک هند به سر می‌برد، به فرماندهی افغانان شمالی برگماشته و در این اندیشه بود که به کمک او به شهر تاخته کار میرویس را بسازد؛ ولی در این گیرودار کسان میرویس او را غافلگیر نموده، کشتند و از همه سپاهیانش تنها ۷۰۰ تن توانستند جان سالم به در برند.
پس از کیخسرو، شاه سلطان حسین، محمدزمان‌خان حاکم پیشین قندهار را از اصفهان به قندهار فرستاد ولی از دست او هم کاری ساخته نشد و به دست افغانان دستگیر و کشته شد. شاه سلطان حسین چون شورشیان را سخت پابرجا دید ناچار به آن‌ها پیشنهاد صلح نمود. میرویس پیشنهاد پادشاه ایران را به سه شرط سنگین پذیرفت که بدین‌گونه بود:
1. افغانان غلزایی قندهار برای همیشه از پرداخت باج معاف باشند.
2. نیروی پادگان ایران از قندهار فراخوانده شود.
3. حکامی قندهار برای همیشه با دودمان میرویس باشد.[۵]

بدهی است با این پیشنهادات سخت، ایالت قندهار از حکومت صفویان جدا می‌شد، از این رو به پیشنهاد میرویس پاسخی داده نشد و بدین‌گونه ۸ سال میرویس حاکم یا شاه قندهار بود تا درگذشت.
راجع به اینکه آیا میرویس پیش از مرگ خود اعلان پادشاهی کرد یا به عنوان کلانتر و رئیس قوم اکتفا نمود، غالب مورخین هم عصر وی نظریه متاخر یعنی بسنده نمودن به عنوان کلانتری را تأیید می‌کنند. اما جوناس هنوی که معاصر میرویس بود می‌نویسد: که او اعلان پادشاهی کرد و فرمان داد تا به نام او سکه ضرب کنند و ترجمه انگلیسی بیتی را که بر سکه نقر کرده بود را نیز ذکر می‌کند.
مضمون بیت تا این اواخر مجهول بود تا اینکه در سال ۱۹۴۷میلادی، خلیل‌الله خلیلی مضمون بیت مذکور را چنین ذکر می‌کند: «سکه زد بر درهم دارالقرار قندهار / خان عادل شاه عالم میرویس نامدار» بیت مذکور با عبارات انگلیسی که پیشتر هنوی نوشته بود، مطابقت دارد.
میرویس دو پسر داشت که ارشد آن محمود هجده ساله بود؛ اما طبق سنت غلزاییها برادر برای جانشینی مستحق‌تر شمرده می‌شد و نیز محمود کم سن و سال بود، بنابراین مقام ریاست به برادر میرویس، عبدالعزیز در سال (۱۱۲۷ه‍.ق/ ۱۷۱۵م) رسید.